# Selo Cifra
Em 1884 foi emitida a Série Cifra com nove selos de valores e desenhos diferentes:
- 20 Réis, Tipo Cifra (verde russo e oliva esverdeado)
- 50 Réis, Tipo Cifra (ultramar cinza)
- 100 Réis, Tipo Cifra (lilás) Cifra branca e Cifra cheia.
- 300 Réis, Cruzeiro do Sul (ultramar cinza)
- 500 Réis, Coroa Imperial (oliva)
- 700 Réis, Tipo Cifra (violeta)
- 1000 Réis, Baia de Guanabara e o Pão de Açucar

Foi a última séria emitida pelo Governo Imperial.